# The Toast of Death
The Toast of Death est un film muet américain réalisé par Thomas H. Ince et sorti en 1915.

## Fiche technique
- Réalisation : Thomas H. Ince, Scott Sidney (non crédité)
- Scénario : C. Gardner Sullivan
- Durée : 40 minutes
- Date de sortie :  États-Unis : 12 août 1915

## Distribution
- Harry Keenan : Capitaine Drake
- Louise Glaum : Mlle Poppea
- Herschel Mayall : Yar Khan
- J. Frank Burke
- Charles Swickard